# Demétrio Cidônio
Demétrio Cidônio (em latim: Demetrius Cydonius; em grego:  Δημήτριος Κυδώνης; 1324 em Tessalônica - 1389 em Creta), foi um tradutor e teólogo bizantino, escritor e um estadista influente que serviu por três vezes, algo sem precedentes, como mesazonte (uma espécie de primeiro-ministro ou chanceler no Império Bizantino) sob três imperadores em sequência: João VI Cantacuzeno, João V Paleólogo e Manuel II Paleólogo.
Nesta posição, os esforços de reaproximação com o ocidente durante os seus dois últimos mandatos acabaram por produzir uma reconciliação das Igrejas bizantina e romana com o objetivo de cimentar uma aliança militar contra o islã, cada vez mais próximo da capital imperial, um programa que culminaria com o imperador João V Paleólogo se reconciliando com o catolicismo.
Seu irmão mais novo e colaborador nesta empreitada era o conhecido teólogo anti-palamita Prócoro Cidônio.

## Carreira

### Primeiro mandato
Cidônio foi inicialmente um discípulos do acadêmico grego clássico, filósofo e palamita Nilo Cabásilas. O imperador João VI Cantacuzeno, um decidido seguidor do palamismo - a doutrina hesicasta ou quiestista de Gregório Palamas - se tornou amigo de Demétrio ainda jovem e o empregou como seu mesazonte aos vinte e três anos (1347 - 1354). A pedido do imperador, Cidônio começou a traduzir obras polêmicas ocidentais contra o islã, como os escritos do dominicano Ricoldo da Monte Croce, do latim para o grego e que o imperador João VI se utilizou como referência em suas próprias obras contra Maomé e o islã (mesmo tendo sua própria filha se casado com o muçulmano bei Orcano I da Bitínia). Também a pedido de João VI, Cidônio aprendeu a ler, escrever e falar em latim também, o que o levou a estudar em profundidade a teologia latina, principalmente a de São Tomás de Aquino e ele tentou introduzir aos seus compatriotas a escolástica tomista traduzindo algumas das obras de Aquino para o grego. O entusiasmo de Cidônio era compartilhado por João VI, que acabou também lendo algumas obras de São Tomás. Porém, esta descoberta colocou Cidônio num caminho que o levaria, ao final, a se converter para o catolicismo.
Ansioso para se concentrar em seus estudos em latim, Cidônio se retirou por um tempo para a vida privada em 1354, pouco antes das ascensão de João V Paleólogo, que derrubara João VI Cantacuzeno.
Quando Cidônio passou para o serviço do imperador João V, ele permaneceu amigo de seu antigo empregador, o ex-imperador João VI. Porém, ele se viu incapaz (ou relutante) em segui-lo em seu palamismo, preferindo o que ele considerava como mais lógico e inteligível, o tomismo.
Seu irmão mais novo, Prócoro Cidônio era um monge em Monte Atos e ele também aprendeu latim, mas não seguiu Demétrio até Roma. Prócoro admirava Agostinho de Hipona e Tomás de Aquino e chegou a traduzir algumas de suas obras, mas se tornou adversário de Cantacuzeno ao se tornar um ferrenho opositor do palamismo.
Ao se retirar para a vida privada em 1354, Cidônio foi para a Itália, onde ele estudou as obras dos principais teólogos filosóficos medievais e traduziu para o grego as obras primas de escritores ocidentais, incluindo tratados de Agostinho de Hipona (século V) e a Suma Teológica de Tomás de Aquino. Por volta de 1365, ele já havia se tornado um católico.

### Segundo mandato
Em 1369, o imperador João V Paleólogo chamou Cidônio a Constantinopla e o nomeou o seu mesazonte (primeiro-ministro), a segunda vez que ele manteria a posição, desta vez entre 1369-1383. Ao mesmo tempo, o patriarca de Constantinopla Filoteu I foi removido do cargo e seu predecessor, também deposto, Calisto I foi restaurado. Neste ponto, a situação começou a se deteriorar para os palamitas. João V não cultivava o mesmo sentimento favorável em relação a eles como Cantacuzeno e seu filho, Mateus Cantacuzeno. Ao invés disso, ele via em suas doutrinas um obstáculo à união das Igrejas que ele almejava como uma forma de obter a ajuda do papa e dos governantes ocidentais contra os turcos otomanos. Assim, as medidas persecutórias que foram tomadas contra os anti-palamitas após o sínodo de Blaquerna de 1351 foram rescindidas e Nicéforo Gregoras conseguiu sair de seu imposto claustro. Durante o ano de 1355, o imperador João V Paleólogo chamou Gregoras para realizar uma disputa pública com Gregório Palamas, frente ao legado papal, Paulo de Esmirna, e do próprio imperador. Nos anos seguintes, o governo imperial de João V se recusou a se envolver, de modo prático, na disputa intestina que ainda dividia as mentes e corações do clero bizantino. Mas o patriarca e os bispos daí em diante adotaram definitivamente os novos dogmas do palamismo (ou hesicasmo), e as sanções de natureza religiosa continuaram a ser levantadas contra qualquer um que se lhes mostrasse hostil. Uma destas sanções era a negação de um enterro eclesiástico.
O patriarca Calisto, que morreu em agosto de 1363, foi sucedido uma vez mais por Filoteu (dito Cocino) em 12 de fevereiro de 1364. Cocino havia se reconciliado com João V através das graças de Demétrio Cidônio. Pelos termos do acordo firmado para restaurá-lo, Filoteu deveria deixar de perseguir os fiéis que não afirmavam a doutrina palamita. Mas Filoteu, um fervoroso discípulo de Palamas, não manteve sua promessa por muito tempo e, em 1368, ele agiu firmemente para aniquilar o próprio irmão de Demétrio, Prócoro, um monge e padre em Monte Atos, além de um grande adversário do palamismo. Prócoro, que tinha um bom conhecimento de latim, era muito bem versado na teologia agostiniana e tomista e praticava a dialética aristotélica, demoliu as teses do teólogo hesicasta Gregório Palamas com uma surpreendente facilidade e clareza. É a ele - e não a Gregório Acindino - a quem devemos atribuir a obra De essentia et operatione, em seis livros, dos quais apenas o primeiro e o começo do segundo foram publicados. Ela nos dá um verdadeiro sumário da teologia tomista, algo que nem Barlaão de Seminara, o adversário original do palamismo, escreveu com tanta força e clareza.
Prócoro compôs outros tratados e obras mais curtas (Sobre a Luz de Tabor), Sobre o anti-barlaamita tomo sinodal de 1351, entre outras) e afastou muitos atonitas do palamismo. Acusado perante o patriarca Filoteu Cocino e chamado a se conformar à doutrina ortodoxa palamita, ele continuou a argumentar contra ele e a colocar seus adversários em inescapáveis problemas.
Finalmente, em abril de 1368, Filoteu Cocino reuniu um sínodo contra Prócoro Cidônio. A despeito da delicadeza com que ele foi tratado e as grandes esperas que foram empregadas para dar-lhe tempo de mudar de ideia, ele permaneceu inabalável em suas convicções e apareceu diversas vezes para, de forma quase aberta, para zombar de seus juízes. No final, eles se pronunciaram contra ele in absentia — ele não apareceu na sessão final —. Uma sentença de excomunhão e uma suspensão perpétua de seu sacerdócio. Um longo tomo foi produzido na ocasião, cujo conteúdo é muito curioso e que conclui com um decreto declarando a canonização de Gregório Palamas.
O tomo de 1368 pôs fim à série de concílios sobre o palamismo, com a canonização de Gregório pela Igreja Ortodoxa e com o estabelecimento de um segundo domingo da Quaresma como sua festa, confirmando uma vez mais o triunfo de sua doutrina na Igreja Grega. Ainda assim, doutrina encontrou forte oposição, mesmo durante a parte final do século XIV, por parte de autores como João Ciparissiota e Manuel Calecas, que continuaram as críticas anteriores ao palamismo feitas por Gregório Acindino e Nicéforo Gregoras. Contrariamente à tradição bizantina, o imperador reinante, João V Paleólogo, incapaz de aceitar o dogma palamita, se distanciou da teologia de sua própria igreja e, eventualmente, a abandonou completamente ao confessar a sua fé católica em 1369.
Na primavera de 1369, João V Paleólogo partiu de navio de Constantinopla com Demétrio Cidônio e uma grande caravana com destino a Itália. O seu objetivo imediato era se encontrar com o papa Urbano V e seus cardeais em Roma. O propósito desta extraordinária viagem e das subsequentes reuniões entre o papa e o imperador no outono daquele ano, porém, era duplo: assegurar ao papa Urbano V que o imperador bizantino não era mais cismático (vide Grande Cisma do Oriente) e persuadir ao papa e sua cúria a apoiar uma nova iniciativa militar que ajudaria os bizantinos a repelir a cada vez mais aparente ameaça ao império representada pelos turcos otomanos.
Os esforços de Cidônio culminaram na profissão de fé do imperador João V Paleólogo como católico na presença do papa e seus cardeais em Roma em 18 de outubro de 1369.
Porém, com o enfraquecimento da resistência bizantina frente aos turcos, Cidônio se retirou para vida privada por volta de 1383. Em 1390, ele viajou para Veneza, onde ele ajudou a introduzir a cultura grega na Itália e é creditado como um dos precursores do Renascimento. Ele formou, além disso, o núcleo de um grupo de intelectuais bizantinos que lutaram para defender e propagar o Uniatismo, a reunião da Igreja Ortodoxa com a Igreja Católica.

### Terceiro mandato
Reconvocado a Constantinopla em 1391 por seu antigo pupilo Manuel II Paleólogo, o filho do imperador João V, Cidônio retomou pela última vez a posição de mesazonte, mas, em 1396, a reação hostil a sua fé católica compeliu-o a se retirar permanentemente à ilha de Creta, que era na época regida pelos venezianos. Ele morreu ali no ano seguinte, em 1398.

### Anti-palamismo
Com o apoio de seu irmão caçula Prócoro, Demétrio se opôs ao hesicasmo dos palamitas - uma forma de quietismo, a crença numa vida de contemplação e prece ininterrupta ensinada pelos monges de Monte Atos e articulada pelo teólogo do século XIV Gregório Palamas - como sendo politeísta ou panteísta. Fazendo uso da lógica aristotélica contra o hesicasmo (que a Enciclopédia Católica afirma ter as suas raízes em Platão, os irmãos Cidônio acusaram Palamas de panteísmo ou politeísmo, apenas para serem condenados eles próprios por três sucessivos sínodos palamitas, que também canonizaram Palamas e dogmatizaram o hesicasmo.
Suas resposta aos hesicastas após a sua excomunhão sob o patriarca Filoteu Cocinu é um exemplo clássico de polêmica católica contra o hesicasmo. Ele é o autor de um ensaio filosófico-moral, De contemnenda morte ("Sobre desprezar a morte"), uma Apologia para a sua conversão ao catolicismo e uma volumosa coleção de 447 cartas, valiosas pela história que contam sobre as relações do quase finado Império Bizantino com o ocidente.
Uma das principais fontes documentais para a gradual submissão bizantina aos turcos é a Simbulêuticos ("Exortações" - Symbouleutikoi em grego) de Cidônio, urgindo em vão para que o povo bizantino se unisse com os latinos (o ocidente) para que conseguissem resistir ao massacre turco. Estes apelos fervorosos nos dão uma visão clara da posição desesperada do Império Bizantino por volta do ano 1370.

## Contra o cisma
A frase mais famosa de Cidônio contra os gregos que se opunham aos seus esforços em reunir o oriente e o ocidente é de sua obra Apologia:
| “ | Assim, quando alguém chega e diz o papa está errado e que todos deveriam abjurar este erro, nós não recebemos de fato prova alguma desta alegação e não faz sentido para ninguém fazer um julgamento sobre algo que ainda precisa ser provado. Além disso, não teremos sucesso em descobrir por que e por quem o papa deve ser julgado, não importa quão fervorosamente tentemos. Mas para além da possibilidade de que alguém que tem a primazia sobre a Igreja esteja em erro, que confiança devemos depositar nos que são inferiores a ele? Se continuarmos assim, todos os pastores do povo cristão se tornarão suspeitos, pois o que acusamos ao Chefe dos Pastores é mais provável ser verdadeiro para os que são menores do que ele. Não deveriam todas as questões de fé terminar com um ponto de interrogação se, de fato, não houvesse um posto de autoridade final na Igreja? Não é possível ter certeza em lugar algum se ninguém tiver credibilidade. Neste ponto, não estaremos mais falando sobre a religião que São Paulo descreveu como Una e, ao invés disso, haverá tantas religiões quanto líderes ou, pior ainda, nenhuma religião! Cada crente irá suspeitar de todos os outros e passará a separar e escolher as crenças que melhor lhe couber. Daí, como em uma batalha no escuro, estaremos golpeando nosso amigos e eles, a nós. Como os não-crentes irão se deleitar com a nossa farsa, pois nós cristãos estaremos agora engajados em provocações sem fim entre nós mesmos, uma vez que nenhum de nós irá querer conceder nada a ninguém. Todo o esforço missionário para espalhar a crença cristã irá cessar, uma vez que ninguém mais prestará atenção aos que sequer conseguem concordar entre si. | ” |
|   | — Apologia, Demétrio Cidônio. |   |